# Afonso Rui de Souza
Afonso Rui de Souza (Salvador, 28 de agosto de 1893 — Salvador, 20 de julho de 1970) foi um advogado, historiador e jornalista brasileiro.
Formou-se em direito pela Faculdade da Bahia, em 1915. Além de exercer o direito, fez carreira como jornalista, escrevendo para vários jornais baianos, como O Correio, A Época, A Semana, Diário da Bahia, O Imparcial e Gazeta do Povo, além de dirigir várias revistas, como Renascença, Artes e Artistas.
Como historiador, escreveu Seresteiros e boêmios baianos do século passado (1954), História do teatro na Bahia, (1959) e Conservatório Dramático da Bahia.
Foi eleito para a Academia Baiana de Letras em 1951.  